# Callianopsis goniophthalma
Callianopsis goniophthalma är en kräftdjursart som först beskrevs av Mary J. Rathbun 1902. Callianopsis goniophthalma ingår i släktet Callianopsis och familjen Ctenochelidae. Inga underarter finns listade i Catalogue of Life.